# Boris (hudební skupina)

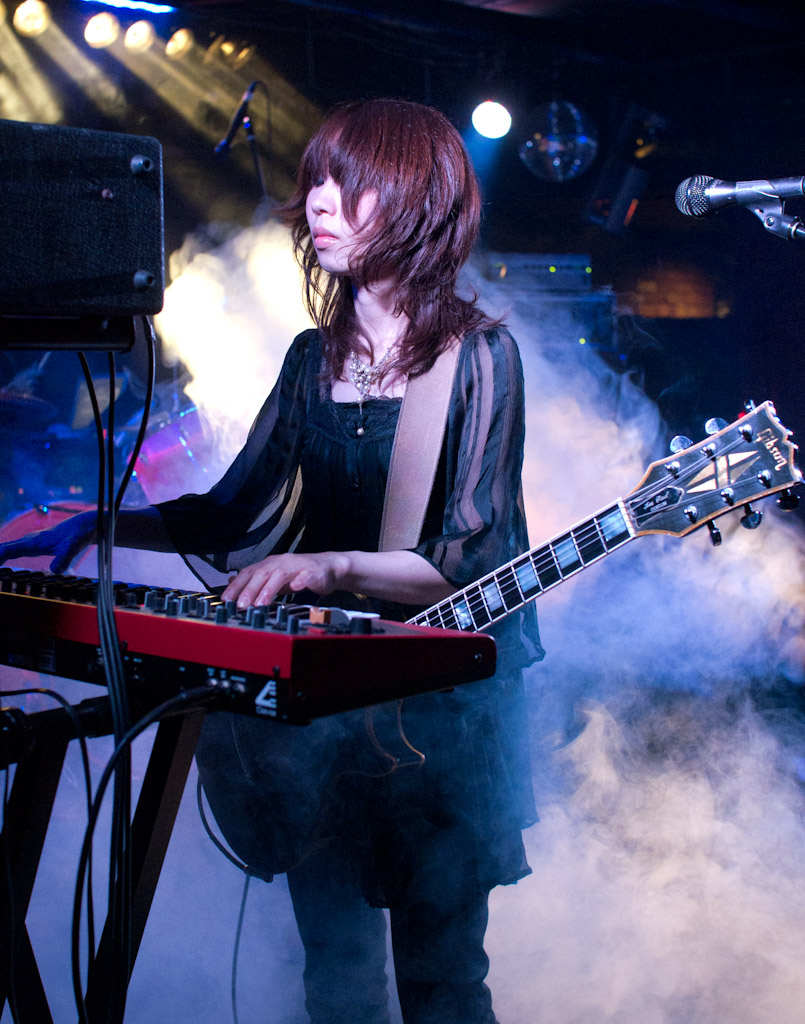
Wata (2011)

Boris je japonská kapela založená roku 1992 v Tokiu. Tvoří ji trio Atsuo (vokály, bicí), Takeshi (kytara, baskytara) a Wata (kytara, vokály). Je pojmenovaná podle skladby Boris na albu Bullhead z roku 1991 americké grungeové/sludge metalové skupiny Melvins. Hraje mix drone metalu, doom metalu, sludge metalu, stoner rocku, psychedelic rocku, noise rocku a ambientu.
První studiové album s názvem Absolutego vyšlo v roce 1996, obsahuje pouze jednu stejnojmennou skladbu o délce 65:34.

## Sestava
- Atsuo – vokály (1992–1996); bicí/vokály (1996–1998); bicí/vokály (od roku 1998)
- Wata – kytara, klávesy, vokály
- Takeshi – baskytara, kytara, vokály
- Michio Kurihara (2007–2012) – kytara (na turné)
- Nagata – bicí (1992–1996)

## Diskografie
Dema
- Demo Vol. 1 (2005)
- Continuum (2005)

Studiová alba
- Absolutego (1996)
- Amplifier Worship (1998)
- Flood (2000)
- Heavy Rocks (2002)
- Akuma no Uta (2003)
- Boris at Last: -Feedbacker- (2003)
- The Thing Which Solomon Overlooked (2004)
- Dronevil (2005)
- Sound Track from Film "Mabuta no Ura" (2005)
- Pink (2005)
- The Thing Which Solomon Overlooked 2 (2006)
- The Thing Which Solomon Overlooked 3 (2006)
- Vein (2006)
- Smile (2008)
- New Album (2011)
- Heavy Rocks (2011)
- Attention Please (2011)
- Präparat (2013)
- Noise (2014)
- The Thing Which Solomon Overlooked Extra (2014)
- Urban Dance (2015)
- Warpath (2015)
- Asia (2015)
- Dear (2017)
- LφVE & EVφL (2019)
- 1985 (2019)
- NO (2020)
- New Album 2009 (2021)
- W (2022)
- Fade (2022)